# Vlhošť (přírodní rezervace)
Vlhošť je přírodní rezervace, která zahrnuje vrch Vlhošť a Malý Vlhošť v Ralské pahorkatině na území okresu Česká Lípa. Rezervace byla vyhlášena 1. března 1998 a je v péči AOPK ČR – regionálního pracoviště Správa Chráněné krajinné oblasti Kokořínsko – Máchův kraj. Rezervace je zároveň součástí evropsky významné lokality Roverské skály.

## Chráněné území
Vlhošť je hora s vrcholem v nadmořské výšce 614,1 metrů nad mořem. Vrchol Malého Vlhoště (439,3 metrů) je vzdušnou čarou necelý kilometr daleko směrem na jih. V chráněném území se nachází množství skalních věží a jiných útvarů. Úbočím Vlhoště vede žlutě značená turistická trasa a sedlem mezi oběma vrchy červeně značená trasa z Holan.
Oba vrcholy jsou pro veřejnost v době hnízdění ptáků nepřístupné. Chráněná lokalita je na katastrálním území obcí Heřmánky, Hvězda pod Vlhoštěm a Litice

## Přírodní rezervace

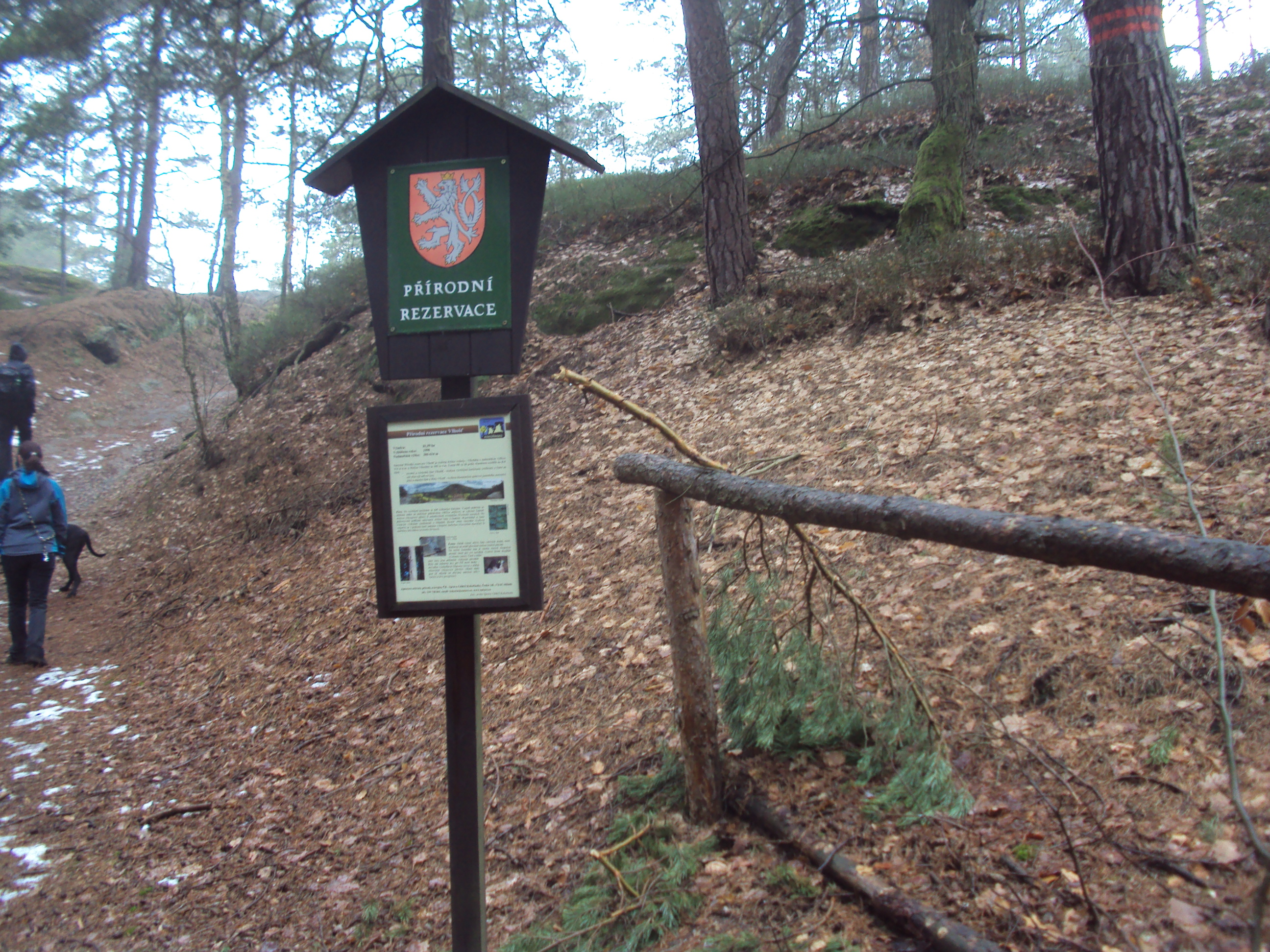
Vstup do rezervace Vlhošť

Rezervace byla vyhlášena v roce 1998. Chráněné území má rozlohu 81,81 ha a nachází se v nadmořské výšce 380 až 614 metrů.
Chráněné jsou květnaté bučiny, borové lesy, vřesy, lišejníky, pozoruhodný je výskyt lýkovce jedovatého. Je zde mj. mnoho druhů měkkýšů (např. vzácná žebernatka drobná) a vzácné druhy pavouků (např. slíďák Alopecosa fabrilis, snovačka Dipoena torva), žijí zde saranče modrokřídlá, hnízdí zde sokol stěhovavý, holub doupňák a řada dalších druhů ptactva. Na jaře 2014 zde bylo nalezeno hnízdo s mláďaty sokolů, kteří byli okroužkováni.